# Northeast Grand Prix 2009
Navigation
Édition précédente Édition suivante
Le Northeast Grand Prix 2010, disputé le 24 juillet 2010 sur le circuit de Lime Rock Park est la cinquième manche de l'American Le Mans Series 2009.

## Course
Voici le classement au terme de la course (vainqueurs de catégorie en gras),, :
| Pos.   | Classe | N° | Écurie                       | Pilotes                                      | Châssis                       | Pneus | Tours |
| Pos.   | Classe | N° | Écurie                       | Pilotes                                      | Moteur                        | Pneus | Tours |
| ------ | ------ | -- | ---------------------------- | -------------------------------------------- | ----------------------------- | ----- | ----- |
| 1      | LMP1   | 66 | De Ferran Motorsports        | Gil de Ferran Simon Pagenaud                 | Acura ARX-02a                 | M     | 184   |
| 1      | LMP1   | 66 | De Ferran Motorsports        | Gil de Ferran Simon Pagenaud                 | Acura AR7 4.0 L V8            | M     | 184   |
| 2      | LMP1   | 9  | Patrón Highcroft Racing      | David Brabham Scott Sharp                    | Acura ARX-02a                 | M     | 184   |
| 2      | LMP1   | 9  | Patrón Highcroft Racing      | David Brabham Scott Sharp                    | Acura AR7 4.0 L V8            | M     | 184   |
| 3      | LMP1   | 48 | Corsa Motorsports            | Johnny Mowlem Stefan Johansson               | Ginetta-Zytek GZ09HS          | D     | 177   |
| 3      | LMP1   | 48 | Corsa Motorsports            | Johnny Mowlem Stefan Johansson               | Zytek ZJ458 4.5 L Hybrid V8   | D     | 177   |
| 4      | LMP2   | 20 | Dyson Racing Team            | Butch Leitzinger Marino Franchitti           | Lola B09/86                   | M     | 172   |
| 4      | LMP2   | 20 | Dyson Racing Team            | Butch Leitzinger Marino Franchitti           | Mazda MZR-R 2.0 L Turbo I4    | M     | 172   |
| 5      | GT2    | 45 | Flying Lizard Motorsports    | Patrick Long Jörg Bergmeister                | Porsche 997 GT3-RSR           | M     | 167   |
| 5      | GT2    | 45 | Flying Lizard Motorsports    | Patrick Long Jörg Bergmeister                | Porsche 4.0 L Flat-6          | M     | 167   |
| 6      | LMP1   | 12 | Autocon Motorsports          | Tony Burgess Chris McMurry                   | Lola B06/10                   | D     | 166   |
| 6      | LMP1   | 12 | Autocon Motorsports          | Tony Burgess Chris McMurry                   | AER P32C 4.0 L Turbo V8       | D     | 166   |
| 7      | LMP2   | 15 | Lowe's Fernández Racing      | Adrian Fernández Luis Díaz                   | Acura ARX-01B                 | M     | 166   |
| 7      | LMP2   | 15 | Lowe's Fernández Racing      | Adrian Fernández Luis Díaz                   | Acura AL7R 3.4 L V8           | M     | 166   |
| 8      | GT2    | 62 | Risi Competizione            | Jaime Melo Pierre Kaffer                     | Ferrari F430GT                | M     | 166   |
| 8      | GT2    | 62 | Risi Competizione            | Jaime Melo Pierre Kaffer                     | Ferrari 4.0 L V8              | M     | 166   |
| 9      | GT2    | 90 | BMW Rahal Letterman Racing   | Bill Auberlen Joey Hand                      | BMW M3 GT2 (E92)              | D     | 166   |
| 9      | GT2    | 90 | BMW Rahal Letterman Racing   | Bill Auberlen Joey Hand                      | BMW 4.0 L V8                  | D     | 166   |
| 10     | GT2    | 87 | Farnbacher-Loles Motorsports | Wolf Henzler Bryce Miller                    | Porsche 997 GT3-RSR           | M     | 165   |
| 10     | GT2    | 87 | Farnbacher-Loles Motorsports | Wolf Henzler Bryce Miller                    | Porsche 4.0 L Flat-6          | M     | 165   |
| 11     | GT2    | 18 | T-Mobile VICI Racing         | Johannes Stuck Richard Westbrook             | Porsche 997 GT3-RSR           | M     | 163   |
| 11     | GT2    | 18 | T-Mobile VICI Racing         | Johannes Stuck Richard Westbrook             | Porsche 4.0 L Flat-6          | M     | 163   |
| 12     | GT2    | 21 | Panoz Team PTG               | Ian James Dominik Farnbacher                 | Panoz Esperante GT-LM         | Y     | 163   |
| 12     | GT2    | 21 | Panoz Team PTG               | Ian James Dominik Farnbacher                 | Ford 5.0 L V8                 | Y     | 163   |
| 13     | GT2    | 44 | Flying Lizard Motorsports    | Johannes van Overbeek Seth Neiman            | Porsche 997 GT3-RSR           | M     | 159   |
| 13     | GT2    | 44 | Flying Lizard Motorsports    | Johannes van Overbeek Seth Neiman            | Porsche 4.0 L Flat-6          | M     | 159   |
| 14     | GT2    | 11 | Primetime Race Group         | Joel Feinberg Chris Hall                     | Dodge Viper Competition Coupe | Y     | 158   |
| 14     | GT2    | 11 | Primetime Race Group         | Joel Feinberg Chris Hall                     | Dodge 8.3 L V10               | Y     | 158   |
| 15     | LMP2   | 19 | van der Steur Racing         | Gunnar van der Steur Adam Pecorari           | Radical SR9                   | K     | 157   |
| 15     | LMP2   | 19 | van der Steur Racing         | Gunnar van der Steur Adam Pecorari           | AER P07 2.0 L Turbo I4        | K     | 157   |
| 16     | GT2    | 40 | Robertson Racing             | David Robertson Andrea Robertson David Murry | Ford GT-R Mk. VII             | D     | 153   |
| 16     | GT2    | 40 | Robertson Racing             | David Robertson Andrea Robertson David Murry | Ford 5.0 L V8                 | D     | 153   |
| 17     | Chal   | 36 | Gruppe Orange                | Wesley Hoaglund Bob Faieta                   | Porsche 997 GT3 Cup           | Y     | 149   |
| 17     | Chal   | 36 | Gruppe Orange                | Wesley Hoaglund Bob Faieta                   | Porsche 3.6 L Flat-6          | Y     | 149   |
| 18     | Chal   | 08 | Orbit Racing                 | Ed Brown Bill Sweedler                       | Porsche 997 GT3 Cup           | Y     | 146   |
| 18     | Chal   | 08 | Orbit Racing                 | Ed Brown Bill Sweedler                       | Porsche 3.6 L Flat-6          | Y     | 146   |
| 19     | Chal   | 02 | Gruppe Orange                | Nick Parker Donald Pickering                 | Porsche 997 GT3 Cup           | Y     | 144   |
| 19     | Chal   | 02 | Gruppe Orange                | Nick Parker Donald Pickering                 | Porsche 3.6 L Flat-6          | Y     | 144   |
| 20     | Chal   | 57 | Snow Racing                  | Martin Snow Melanie Snow                     | Porsche 997 GT3 Cup           | Y     | 142   |
| 20     | Chal   | 57 | Snow Racing                  | Martin Snow Melanie Snow                     | Porsche 3.6 L Flat-6          | Y     | 142   |
| 21     | GT2    | 92 | BMW Rahal Letterman Racing   | Tommy Milner Dirk Müller                     | BMW M3 GT2 (E92)              | D     | 142   |
| 21     | GT2    | 92 | BMW Rahal Letterman Racing   | Tommy Milner Dirk Müller                     | BMW 4.0 L V8                  | D     | 142   |
| 22 DNF | LMP1   | 37 | Intersport Racing            | Jon Field Clint Field                        | Lola B06/10                   | D     | 138   |
| 22 DNF | LMP1   | 37 | Intersport Racing            | Jon Field Clint Field                        | AER P32C 4.0 L Turbo V8       | D     | 138   |
| 23 DNF | LMP2   | 16 | Dyson Racing Team            | Chris Dyson Guy Smith                        | Lola B09/86                   | M     | 63    |
| 23 DNF | LMP2   | 16 | Dyson Racing Team            | Chris Dyson Guy Smith                        | Mazda MZR-R 2.0 L Turbo I4    | M     | 63    |
| 24 DNF | Chal   | 47 | Orbit Racing                 | Guy Cosmo John Baker                         | Porsche 997 GT3 Cup           | Y     | 52    |
| 24 DNF | Chal   | 47 | Orbit Racing                 | Guy Cosmo John Baker                         | Porsche 3.6 L Flat-6          | Y     | 52    |